# Virginia Slims of Washington 1974
Virginia Slims of Washington 1974  — жіночий тенісний турнір, що проходив на закритих кортах з килимовим покриттям James Robinson School Field House у Феєрфаксі (США) в рамках Світової чемпіонської серії Вірджинії Слімс 1974. Відбувсь утретє і тривав з 28 січня до 3 лютого 1974 року. Перша сіяна Біллі Джин Кінг здобула титул в одиночному розряді й отримала за це 10 тис. доларів США.

## Фінальна частина

### Одиночний розряд
Біллі Джин Кінг —  Керрі Мелвілл 6–0, 6–2

### Парний розряд
Біллі Джин Кінг /  Бетті Стов —  Франсуаза Дюрр /  Керрі Гарріс 6–3, 6–4

## Розподіл призових грошей
| Дисципліна       | П       | F      | 3-тє   | 4-те   | ЧФ     | 1/8  | 1/16 |
| Одиночний розряд | $10,000 | $5,600 | $3,000 | $2,600 | $1,400 | $700 | $350 |